# Volcán Taveuni
Volcán Taveuni es un enorme volcán de escudo basáltico alargado en la isla de Taveuni, en Fiyi, y su punto más alto (Monte Uluigalau) alcanza los 1.241 metros sobre el nivel del mar.
El vulcanismo en Taveuni comenzó alrededor de hace 780.000 años, pero la actividad volcánica se llevó a cabo la mayor parte durante la época del Holoceno, que comenzó hace unos 11.000 años.
A diferencia de muchos otros volcanes, el mayor peligro de Taveuni es en realidad sus flujos de lava, que son excepcionalmente calurosos (940-1125 °C).